# أمين عام الشؤون الإدارية (هونغ كونغ)
رئيس وزراء الشؤون الإدارية المعروف باسم رئيس وزراء هونغ كونغ هو المسؤول الرئيسي الأول عن حكومة منطقة هونغ كونغ الإدارية الخاصة المعروفة اختصارا حكومة هونغ كونغ. ويعد رئيس وزراء هونغ كونغ الأمين العام ورئيس الأمانة العامة للحكومة التي تشرف على إدارة المنطقة التي ينتمي إليها جميع الوزراء الآخرين، كما أنها مسؤولة عن سياساته وإجراءاته إلى الرئيس التنفيذي والمجلس التشريعي. وبموجب المادة 53 من القانون الأساسي، يُعرف المنصب باسم "السكرتير الإداري".
يقوم رئيس الوزراء بصياغة وتنفيذ سياسة الحكومة، وتقديم المشورة للرئيس التنفيذي كعضو في المجلس التنفيذي، وهو مسؤول أيضا عن إدارة علاقة الحكومة بالمجلس التشريعي ووضع البرنامج التشريعي للحكومة. كما يمارس المكتب بعض المهام القانونية، مثل معالجة الطعون المقدمة من الهيئات العامة المعينة.
قبل نقل سيادة هونغ كونغ عام 1997، كان المكتب يعرف باسم "السكرتير الرئيسي" وقبل 27 أغسطس 1976 "السكرتير المستعمر". لكن بعد إدخال نظام مساءلة المسؤولين الرئيسيين في عام 2002 كان رئيس الوزراء بمثابة وظيفة مدنية، وبهذه الصفة كان يسمى رئيس الخدمة العامة. في عام 2005، أصبح هنري تانغ أول شخص لم يتم تعيينه كموظف مدني في مكتب رئيس الوزراء.